# Gata de Gorgos
Gata de Gorgos é um município da Espanha na província de Alicante, Comunidade Valenciana. Tem 20,33 km² de área e em 2021 tinha 6 223 habitantes (densidade: 306,1 hab./km²).

## Demografia
| Variação demográfica do município entre 1991 e 2004 | Variação demográfica do município entre 1991 e 2004 | Variação demográfica do município entre 1991 e 2004 | Variação demográfica do município entre 1991 e 2004 |
| --------------------------------------------------- | --------------------------------------------------- | --------------------------------------------------- | --------------------------------------------------- |
| 1991                                                | 1996                                                | 2001                                                | 2004                                                |
| 4959                                                | 5070                                                | 5129                                                | 5212                                                |